# Iguaraçu
Iguaraçu este un oraș în Paraná (PR), Brazilia.